# Всекитайська федерація жінок
Всекитайська федерація жінок (кит.: 中华全国妇女联合会) — масова громадська організація жінок КНР. З 2013 очолюється Шень Юеюе.
Заснована в березні 1949 в Китаї під назвою Всекитайська демократична федерація жінок.
У 1957 перейменована на Федерацію жінок КНР, а в 1978 отримала сучасну назву. Створена за підтримки комуністичної партії Китаю та на основі марксистської теорії.
Наприкінці 1995 стала називати себе громадською організацією.
Нині ця федерація є загальною назвою найбільших громадських організацій жінок у КНР і стала одним із основних засобів для розвитку фемінізму в материковій частині Китаю.